# Andre Jutronić
Andre Jutronić (Sutivan, 24. listopada 1895. – Split, 12. listopada 1977.), hrvatski povjesničar, geograf i pjesnik.
Geografiju je diplomirao u Zagrebu, a studirao je i u Grazu. Do Drugog svjetskog rata bio je srednjoškolski profesor, a kasnije profesor na Višoj pedagoškoj školiu u Splitu. Osnovao je i do 1960. godine uređivao "Brački zbornik". Najviše se bavio geografijom, etnografijom i kulturnom poviješću otoka Brača, ali je također pisao i o drugim dijelovima srednje Dalmacije.

## Popis djela
- Naselja i porijeklo stanovništva na otoku Braču (1950)
- Iz kulturne prošlosti Brača (1970)
- Bibliografiji otoka Brača (1971)
- Bračke teme (2002)